# Russell Fairfax
Russell Fairfax (* 29. März 1952) ist ein ehemaliger australischer Rugby-League-Spieler- und Trainer und Rugby-Union-Spieler.

## Karriere

### Rugby Union
Fairfax besuchte die Matraville Sports High School und spielte währenddessen Rugby League für La Perouse und die Alexandria Rovers, bevor er zum Rugby-Union-Verein Randwick wechselte. In den 1970ern absolvierte er acht Spiele für Australien, darunter auch ein Bledisloe-Cup-Spiel.

### Rugby League
1974 wechselte Fairfax zu den Eastern Suburbs Roosters in die NSWRL. Er gewann in seiner ersten Saison die Meisterschaft und hätte für Australien gespielt, wenn er sich nicht während der Saison 1975 ein Bein gebrochen hätte. Diese Verletzung war es auch, die seine Teilnahme am NSWRL Grand Final 1975 verhinderte, in dem die Roosters ihren Titel verteidigten. 1976 gewann er mit den Roosters die erste World Club Challenge gegen St Helens. In seiner letzten Saison 1981 spielte er für den Erzrivalen der Roosters, die South Sydney Rabbitohs.
Gegen Ende der 1980er scheiterte sein Versuch, als Rugby-League-Trainer zurückzukehren. Er trainierte die Roosters 1989 und 1990, in beiden Saisons waren sie in der unteren Tabellenhälfte. Anschließend arbeitete er als Sportjournalist für Fox Sports.